# Chaussy (Val-d'Oise)
Chaussy is een dorp in Frankrijk. Het ligt in het parc naturel régional du Vexin français. Er ligt het landgoed Domaine de Villarceaux.

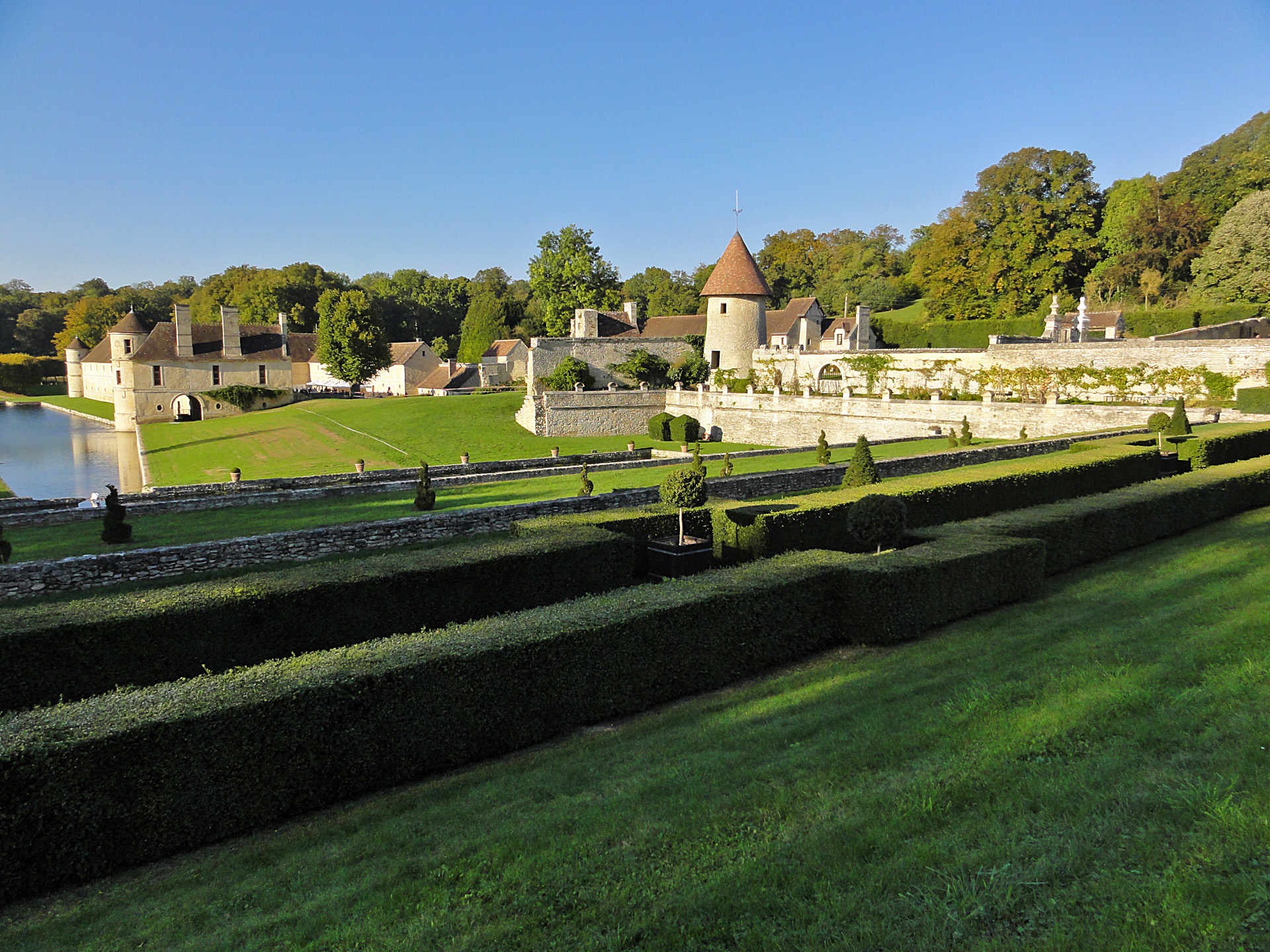
bij het Domaine de Villarceaux

## Kaart
De onderstaande kaart toont de ligging van Chaussy (Val-d'Oise) met de belangrijkste infrastructuur en aangrenzende gemeenten.

## Demografie
Onderstaande figuur toont het verloop van het inwonertal, bron: INSEE-tellingen.